# Siewierz
Siewierz este un oraș în Polonia.